# T-R-O-U-B-L-E
T-R-O-U-B-L-E è un brano musicale interpretato da Elvis Presley, scritto da Jerry Chesnut e registrato da Presley nel 1975. Fu pubblicato su singolo (lato B Mr. Songman) dalla RCA Victor negli Stati Uniti il 22 aprile 1975, estratto dall'album Today.
Da non confondersi con l'omonima e più celebre canzone composta da Jerry Leiber e Mike Stoller intitolata Trouble, che Presley registrò per la prima volta nel luglio 1958, e che è stata successivamente reinterpretata da numerosi altri artisti.

## Descrizione
Jerry Chesnut scrisse la canzone nel 1975, prendendo ispirazione da un cantante e pianista di nome Little David Wilkins. Chesnut riferì che, mentre stava scrivendo il titolo, pensò a una donna che entrava dalla porta e causava problemi. T-R-O-U-B-L-E è l'ultimo vero brano "rock" inciso da Presley in carriera.

### Testo
Il narratore della canzone è un musicista che suona in vari locali notturni. Durante un'esibizione in un particolare club, nota una giovane donna piuttosto attraente che entra nel locale da sola. Il narratore inizia contemporaneamente ad elogiare le caratteristiche estetiche della donna ma anche la grande sensazione che lei causerà sicuramente dei problemi, come portare la sua attrattiva all'attenzione degli uomini che la notano o si avvicinano, e successivamente causare la gelosia delle altre femmine presenti con caratteristiche un po' meno attraenti delle sue.

## Formazione[3]
- Elvis Presley – voce solista, armonie vocali
- James Burton – chitarra solista
- John Wilkinson — chitarra ritmica elettrica
- Charlie Hodge — chitarra ritmica acustica; cori
- Duke Bardwell — basso
- Glen Hardin — pianoforte
- Ron Tutt — batteria
- David Briggs – clavinet
- Voice (Donnie Sumner, Sherrill Nielsen, Tim Baty, Thomas Hensley) – cori